# Hamblain-les-Prés

Hamblain-les-Prés este o comună în departamentul Pas-de-Calais, Franța. În 1 ianuarie 2022 avea o populație de 458 de locuitori.